# Donawitzer Sportverein Leoben
Il Donawitzer Sportverein Leoben, noto anche come DSV Leoben, è una società calcistica austriaca con sede a Leoben. Milita nella Regionalliga Central, appartenente al terzo livello del sistema calcistico austriaco. Nel corso della sua storia ha militato 10 anni nella Bundesliga, il massimo campionato professionistico in Austria.

## Storia
Il club è stato fondato il 1 febbraio 1928 nella città di Donawitz con il nome di Werkssportverein Donawitz. Disputa la sua prima stagione nel massimo campionato della Stiria nel 1930/31, giocando contro squadre del calibro di SK Sturm Graz, Grazer AK e Kapfenberger SC. Nel 1939 la città di Donawitz divenne parte di Leoben, ma il club mantenne il suo nome.
Dopo la seconda guerra mondiale, la squadra riprese l'attività agonistica nel 1949 conquistando nel 1955 la promozione nella seconda divisione del calcio austriaco. Nel 1958 il WSV Donawitz vinse la promozione nella massima serie, per poi retrocedere dopo due anni.
Nel 1970 il club fu ribattezzato WSV Alpine Donawitz e dopo un anno vinse la promozione nella massima serie. Il 3 maggio 1971, la squadra fu ribattezzata Donawitzer SV Alpine. Dopo la stagione 1973/74 il club retrocesse in seconda divisione dopo che il numero di squadre in campionato venne ridotto da 17 a 10 club. Riconquistarono la massima serie solo nel 1984 e vi rimasero fino al 1986 e poi di nuovo nel biennio 1991 al 1992.
Dopo la retrocessione nel 1992, i membri del consiglio direttivo del DSV Alpine e dell'1. FC Leoben decisero di fondersi e il 22 giugno 1992 nacque il nuovo club DSV Leoben. Nel 1995 raggiunsero la finale di Coppa d'Austria, persa contro il SK Rapid Vienna.
La squadra è stata retrocessa nella Regionalliga Mitte nel 2009, dopo essere entrata in amministrazione controllata.